# Championnat de Cuba de football 2000-2001
Navigation
Saison précédente Saison suivante
La saison 2000-2001 du Championnat de Cuba de football est la quatre-vingt-sixième édition du Campeonato Nacional de Fútbol, le championnat de première division à Cuba. Il met aux prises les équipes représentant les provinces de l'île. Il n'y a donc ni promotion, ni relégation en fin de saison.
La compétition comporte trois phases : 
- Les seize équipes sont réparties en quatre groupes de quatre, par zones géographiques. Chacune dispute quatorze rencontres (deux contre celles de son groupe et deux contre les membres d'un autre groupe) et les deux premiers de chaque groupe (et les deux meilleurs troisièmes) poursuivent la compétition.
- Lors de la seconde phase, les dix qualifiés sont regroupés au sein d'une poule unique. Ils se rencontrent deux fois, à domicile et à l'extérieur. Les quatre premiers se qualifient pour la phase finale.
- La phase finale voit les quatre formations encore en lice s'affronter en matchs à élimination directe (demi-finales et finale), en rencontres aller et retour.

C'est le FC Ciudad de La Habana qui remporte la compétition cette saison après avoir battu en finale le FC Villa Clara. Il s'agit du sixième titre de champion de Cuba de l'histoire du club.

## Les clubs participants
- FC Villa Clara
- FC Cienfuegos
- FC Ciudad de La Habana
- FC Pinar del Río
- CF Camagüey
- FC Provincia La Habana
- FC Matanzas
- FC Isla de la Juventud
- FC Ciego de Ávila
- FC Industriales
- FC Sancti Spíritus
- CF Granma
- FC Guantánamo
- FC Holguín
- FC Santiago de Cuba
- FC Las Tunas

## Compétition
Le barème de points servant à établir les différents classements se décompose ainsi :
- Victoire : 3 points
- Match nul puis victoire aux tirs au but : 2 points
- Match nul puis défaite aux tirs au but : 1 point
- Défaite : 0 point

### Première phase
| Rang | Équipe                 | Pts | J  | G | N   | P  | Bp | Bc | Diff |
| ---- | ---------------------- | --- | -- | - | --- | -- | -- | -- | ---- |
| 1    | FC Ciudad de La Habana | 34  | 14 | 9 | 3/1 | 1  | 43 | 15 | +28  |
| 2    | FC Pinar del RíoT      | 31  | 14 | 9 | 0/4 | 1  | 24 | 8  | +16  |
| 3    | FC Isla de la Juventud | 7   | 12 | 1 | 1/2 | 8  | 8  | 21 | -13  |
| 4    | FC Provincia La Habana | 4   | 14 | 1 | 0/1 | 12 | 5  | 34 | -29  |

| Rang | Équipe          | Pts | J  | G | N   | P | Bp | Bc | Diff |
| ---- | --------------- | --- | -- | - | --- | - | -- | -- | ---- |
| 1    | FC Villa Clara  | 33  | 14 | 9 | 2/1 | 2 | 53 | 9  | +44  |
| 2    | FC Cienfuegos   | 27  | 14 | 7 | 3/0 | 4 | 24 | 15 | +9   |
| 3    | FC Industriales | 20  | 14 | 4 | 3/2 | 5 | 15 | 19 | -4   |
| 4    | FC Matanzas     | 7   | 12 | 2 | 0/1 | 9 | 14 | 23 | -9   |

| Rang | Équipe             | Pts | J  | G | N   | P | Bp | Bc | Diff |
| ---- | ------------------ | --- | -- | - | --- | - | -- | -- | ---- |
| 1    | FC Sancti Spíritus | 31  | 14 | 8 | 3/1 | 2 | 19 | 11 | +8   |
| 2    | FC Ciego de Ávila  | 30  | 14 | 7 | 4/1 | 2 | 17 | 10 | +7   |
| 3    | CF Camagüey        | 22  | 14 | 6 | 1/2 | 5 | 15 | 16 | -1   |
| 4    | FC Las Tunas       | 10  | 14 | 2 | 1/2 | 9 | 14 | 23 | -9   |

| Rang | Équipe              | Pts | J  | G | N   | P | Bp | Bc | Diff |
| ---- | ------------------- | --- | -- | - | --- | - | -- | -- | ---- |
| 1    | FC Holguín          | 24  | 14 | 4 | 5/2 | 3 | 11 | 9  | +2   |
| 2    | FC Santiago de Cuba | 21  | 14 | 5 | 1/4 | 4 | 17 | 12 | +5   |
| 3    | CF Granma           | 19  | 14 | 4 | 2/3 | 5 | 14 | 14 | 0    |
| 4    | FC Guantánamo       | 11  | 14 | 2 | 1/3 | 8 | 6  | 18 | -12  |

|  | Qualification pour la seconde phase |
|  | T : Tenant du titre                 |

- Les deux rencontres entre le FC Isla de la Juventud et le FC Matanzas n’ont pas été disputées.

### Seconde phase
| Rang | Équipe                 | Pts | J  | G  | N   | P  | Bp | Bc | Diff |
| ---- | ---------------------- | --- | -- | -- | --- | -- | -- | -- | ---- |
| 1    | FC Villa Clara         | 40  | 18 | 10 | 4/2 | 2  | 18 | 6  | +12  |
| 2    | FC Ciudad de La Habana | 34  | 18 | 9  | 3/1 | 5  | 28 | 14 | +14  |
| 3    | FC Santiago de Cuba    | 33  | 18 | 8  | 3/3 | 4  | 22 | 17 | +5   |
| 4    | FC Holguín             | 30  | 18 | 5  | 6/3 | 4  | 11 | 11 | 0    |
| 5    | FC Cienfuegos          | 28  | 18 | 7  | 2/3 | 6  | 16 | 15 | +1   |
| 6    | FC Ciego de Ávila      | 27  | 18 | 8  | 0/3 | 7  | 18 | 15 | +3   |
| 7    | FC Industriales        | 24  | 18 | 5  | 2/5 | 6  | 17 | 17 | 0    |
| 8    | FC Sancti Spíritus     | 19  | 18 | 5  | 1/2 | 10 | 16 | 30 | -14  |
| 9    | FC Pinar del RíoT      | 18  | 18 | 5  | 1/1 | 11 | 12 | 26 | -14  |
| 10   | CF Camagüey            | 17  | 18 | 2  | 4/3 | 9  | 13 | 20 | -7   |

|  | Qualification pour la phase finale |
|  | T : Tenant du titre                |

### Phase finale

#### Demi-finales
| Équipe 1            | Résultat | Équipe 2               | Aller | Retour |
| ------------------- | -------- | ---------------------- | ----- | ------ |
| FC Holguín          | 0 - 4    | FC Villa Clara         | 0 - 3 | 0 - 1  |
| FC Santiago de Cuba | 1 - 3    | FC Ciudad de La Habana | 1 - 1 | 0 - 2  |

#### Match pour la troisième place
| Équipe 1   | Résultat | Équipe 2            | Aller | Retour |
| ---------- | -------- | ------------------- | ----- | ------ |
| FC Holguín | 0 - 2    | FC Santiago de Cuba | 0 - 0 | 0 - 2  |

#### Finale
| Équipe 1               | Résultat | Équipe 2       | Aller | Retour |
| ---------------------- | -------- | -------------- | ----- | ------ |
| FC Ciudad de La Habana | 2 - 1    | FC Villa Clara | 2 - 1 | 0 - 0  |

## Bilan de la saison
| Championnat de Cuba de football 2000-2001 |                                   |
| Champion                                  | FC Ciudad de La Habana (6e titre) |
| Qualifications continentales              |                                   |
| CFU Club Championship 2001                | Aucun                             |
| Promotions et relégations                 |                                   |
| Promus en Campeonato Nacional             | Aucun                             |
| Relégués                                  | Aucun                             |